# Rotten.com
Rotten.com (inglese rotten: marcio) è stato un sito web famoso per i suoi contenuti scioccanti (shock site), creato dalla Soylent Communications. Il suo motto era "An archive of disturbing illustration" (Un archivio di illustrazioni inquietanti). Lanciato nel 1996, da settembre 2017 il sito risulta non attivo.

## Storia
Il sito è stato aperto nel 1996 e il suo formato era praticamente rimasto invariato.
L'intenzione degli autori era quella di soddisfare la curiosità di coloro che ricercavano fotografie di incidenti, omicidi, deformità, autopsie, perversioni sessuali e altro genere di iconografia morbosa.
Nel novembre 2003 fu lanciato il Dead Pool (in italia conosciuto come il FantaMorto) un "gioco" nel quale i giocatori dovevano indovinare dieci persone illustri che pensavano potessero morire nel corso dei dodici mesi successivi. Una delle regole è che non bisognava procurare personalmente la morte delle persone sulle quali si era scommesso.

## Questioni legali
Rotten.com è stato coinvolto in numerose questioni legali nel corso della sua storia, il più delle volte nella forma di intimazioni a rimuovere determinati contenuti o fotografie. In alcuni casi si è trattato di ingiunzioni a togliere dal sito foto di defunti su richiesta delle famiglie interessate. Tali casi furono documentati all'interno del sito stesso.
Per questioni legali, Rotten.com dal maggio 2004 pubblicò solamente immagini di cui si aveva autorizzazione a pubblicare da familiari o da interessati.
Il 24 giugno 2005 il governo federale ordinò  di rimuovere dal sito (e dai siti affiliati) la sezione "Fuck of the Month", di contenuto pornografico. Quando sul sito fu inserita la notizia della rimozione, il moderatore del sito criticò aspramente l'amministrazione Bush, accusandola di censura.

## Siti affiliati
Rotten.com ha lanciato anche altri siti affiliati. Il primo di questi è nndb.com. Lanciato nel 2004, è un sito che elenca informazioni (data di nascita, di morte, precedenti penali, orientamento sessuale, ecc.) di personaggi famosi. Sports Dignity, invece, è una galleria fotografica di atleti che mostrano i propri genitali, che fanno il gesto del "dito medio" alla macchina fotografica, o che sono vistosamente feriti o infortunati.